# Over the Rhine (группа)
Over the Rhine — американская фолк-группа из Огайо, ядром которой являются пианист, гитарист и басист Линфорд Детвайлер и вокалистка и гитаристка Карин Бергквист. Для обозначения группы может использоваться сокращение «OTR».

## Общая информация
Группа начинала как квартет с гитаристом Риком Хордински и барабанщиком Брайаном Келли. Хордински покинул группу в декабре 1996 года, а Келли продолжал играть и в 1997 году, но потом тоже ушёл. Первоначальная четверка воссоединилась в декабре 2008 года в Театре Тафта (в Цинциннати), чтобы отпраздновать 20-летие образования группы, а затем снова летом 2010 года в студии Рика «The Monastery», чтобы сыграть альбом «Good Dog Bad Dog» вживую в наилучшем качестве.
Группа названа по месту своего происхождения: району Over-the-Rhine в Цинциннати (штат Огайо). Это место сильно изменилось за последнее десятилетие, и некоторые считают, что именно творчество группы помогло убрать негативные коннотации Over-the-Rhine и открыть людям глаза на неброскую красоту местных улиц. Карин посещала школу в Барнсвилле (Огайо) и окончила её в 1984 году. Затем она поступила в колледж Мэлоун, расположенный в Кантоне, штат Огайо, где и встретила Линфорда. Карин и Линфорд поженились осенью 1996 года в Цинциннати, а несколько лет назад переехали за город на ферму, существовавшую ещё до гражданской войны.
Группа Over the Rhine сейчас выступает в основном в составе дуэта: Бергквист (вокал, акустическая гитара, фортепиано) и Детвайлер (клавишные, электрический бас, вокал) в сопровождении приглашённых музыкантов при записях альбомов и на гастролях. За эти годы они выступали и записывались в различных составах. Over the Rhine делили сцену с Бобом Диланом, Джоном Прином, Адрианом Белью, Squeeze, Ани ДиФранко, My Morning Jacket, Хем и гастролировали как «вспомогательные» участники «Cowboy Junkies».

### Отношение к религии
Over the Rhine «выросла» из группы Servant и в определённом смысле является её духовным наследником. А группа Servant работала в жанре христианский рок.
Семья Детвайлер относится к меннонитам Германии, а Бергквист из шведских лютеран. Отец Линфорда был священником. Колледж, где учились Карен и Линфорд — Университет Малоун (в то время ещё колледж) — христианское (квакерское) учебное заведение. Хотя его студенты не обязаны исповедовать какую-либо религию, все сотрудники и преподаватели при приёме подписывают заявление о вере.
Не смотря на то, что творчество Over the Rhine не относится к жанру христианского рока, воцерковленность участников проходит красной нитью в течение всего времени существования группы. В текстах часто используются библейские сюжеты и термины: искупление, благодать, огонь Пятидесятницы и т. п. Современные авторы, пишущие на христианские темы, предлагают творчество Over the Rhine в качестве обязательного к ознакомлению.

## История
Группа сформировалась весной 1989 года. В это время Детвайлер, Хордински и Келли ещё гастролировали в рамках заключительного состава группы Servant. Первые два альбома Over the Rhine выпустили независимо: Till We Have Faces в 1991 году (назван в честь книги Клайва Льюиса с тем же названием); и Patience в 1992 году. При этом материал Till We Have Faces был готов летом 1990 года, а свой первый концерт Over the Rhine сыграли осенью того же года в Sudsy Malone's в Цинциннати.
В конце 1992 года Over the Rhine удалось подписать контракт с лейблом-гигантом I.R.S. Records . IRS приобрели «Till We Have Faces» и «Patience», выпустив их как первые два релиза группы, а позже в 1994 году полностью профинансировали третий альбом группы, Eve который получил восторженные отзывы. Когда в 1996 году записи IRS были выкуплены , Over the Rhine была освобождена от своего контракта на пять альбомов и оставшиеся два, Good Dog, Bad Dog и The Darkest Night of the Year, выпустила независимо. Продажи этих двух альбомов превзошли три предыдущих выпуска IRS вместе взятых. В 2001 году Over the Rhine подписали контракт с Virgin Records / Back Porch и выпустили Films for Radio получивший почти всеобщее признание. В 2003 году группа выпустила двойной альбом Ohio. Журнал Paste предоставил один из своих первых пятизвездочных обзоров «Ohio», выпущенного на лейбле Back Porch Records, принадлежащем Virgin Records. Следующий альбом Over the Rhine, Drunkard's Prayer, был выпущен 29 марта 2005 года.
Концертный альбом под названием Live from Nowhere, Volume 1 был выпущен ограниченным тиражом в апреле 2006 года. Второй том этого альбома, Live from Nowhere, Volume 2 был выпущен в марте 2007 года, спустя чуть более месяца после Discount Fireworks . The Trumpet Child как и серия «Live From Nowhere» были выпущены на собственном независимом лейбле Great Speckled Dog (названном в честь их немецкого дога Элроя).
Линфорд также записал и выпустил три сольных проекта, состоящих из записанной в домашних условиях акустической музыки для фортепиано.
В январе 2008 года видеоподкаст журнала Paste Magazine взял интервью Over the Rhine и показал живое выступление.
В 2011 году журнал Paste назвал альбом The Long Surrender в числе 50 лучших записей года.
Этот альбом, The Long Surrender, был выпущен на национальном уровне 8 февраля 2011 года на собственном лейбле Great Speckled Dog. Он был записан в Калифорнии с продюсером Джо Генри и содержит дуэт с Люсиндой Уильямс в композиции «Undamned» и две песни, написанные в соавторстве с Джо Генри.
Альбом Over the Rhine Meet Me at the Edge of the World — это двойной альбом, продюсированный Джо Генри . Песни были записаны на двух сессиях в The Garfield House в Южной Пасадене в 2013 году: первый диск, Sacred Ground, 28-30 марта и второй диск, Blue Jean Sky, 1-3 апреля. Эми Манн выступает в качестве специального приглашенного вокалиста в песне «Don’t Let The Bastards Get You Down». Альбом был выпущен на национальном уровне 3 сентября 2013 года.
15 марта 2019 года Over The Rhine выпустили альбом Love & Revelation на собственном лейбле Great Speckled Dog. Альбом был продюсирован самой группой, а записан и сведен Райаном Фрилендом. Первый сингл с альбома, заглавный трек, был впервые выпущен журналом Paste почти двумя месяцами ранее. Премьера альбома состоялась на страницах Rolling Stone вместе с краткой статьей об альбоме и творческом процессе дуэта. Альбом был благосколонно встречен критиками со стороны таких изданий, как No Depression и Associated Press, которые написали «Love & Revelation — приглушенный, но прекрасный праздник… Многих давних поклонников не удивит, что темы часто печальны, а темп композиций в основном медленный тем лучше демонстрировать теплый, мудрый, искренний альт Бергквист. Она звучит лучше, чем когда-либо, с глубиной и богатством, которые заставляют ее голос звучать подобно молитве».

## Дискография

### Студийные альбомы
- 1991 — Till We Have Faces[англ.] (Scampering Songs)
- 1992 — Patience[англ.] (Scampering Songs)
- 1992 — Patience (переиздание IRS / EMI Records; другой порядок треков)
- 1994 — Eve[англ.] (IRS / EMI Records)
- 1995 — Till We Have Faces (переиздание IRS / EMI Records; другой трек-лист)
- 1996 — Good Dog Bad Dog: The Home Recordings[англ.] (Imaginary Records)
- 1996 — The Darkest Night of the Year[англ.] (Imaginary Records; праздничный альбом[* 1])
- 2000 — Good Dog Bad Dog: The Home Recordings (переиздание Back Porch / Narada / Virgin / EMI Records; другой трек-лист)
- 2001 — Films for Radio[англ.] (Back Porch / Narada / Virgin / EMI Records)
- 2003 — Ohio[англ.] (Back Porch / Narada / Virgin / EMI Records; двойной альбом)
- 2005 — Drunkard's Prayer[англ.] (Back Porch / Narada / Virgin / EMI Records)
- 2006 — Snow Angels[англ.] (Great Speckled Dog, праздничный альбом)
- 2007 — The Trumpet Child[англ.] (Great Speckled Dog)
- 2008 — Good Dog Bad Dog: The Home Recordings (переиздание Great Speckled Dog; другой трек-лист с дополнительными треками)
- 2008 — The Darkest Night of the Year (переиздание Great Speckled Dog; праздничный альбом)
- 2011 — The Long Surrender (Great Speckled Dog)
- 2013 — Meet Me at the Edge of the World (Great Speckled Dog)
- 2014 — Blood Oranges in the Snow (Great Speckled Dog, праздничный альбом))
- 2019 — Love & Revelation[англ.] (Great Speckled Dog)

### Живые альбомы
- 1999 — Amateur Shortwave Radio (Grey Ghost Records), составлен Линфордом Детвейлером в ознаменование 10-й годовщины первых записей группы в 1989 году.
- 2004 — Changes Come: Over the Rhine Live
- 2006 — Live from Nowhere, Volume 1[англ.] (ограниченный тираж 3000 экземпляров)
- 2007 — Live from Nowhere, Volume 2[англ.] (тираж 5000 экземпляров)
  - CD-копии Live From Nowhere Тома 1 и 2 более не издаются и доступны только через iTunes Store .
- 2008 — Live from Nowhere, Volume 3[англ.] (ограниченный выпуск)
- 2009 — Live from Nowhere, Volume 4[англ.] (ограниченный выпуск)
- 2010 — Good Dog Bad Dog Live (Website Exclusive)
- 2015 — Barn Raising Live (Website Exclusive)

### Сборники
- 1997 — Besides[англ.] (Imaginary Records; демо, альтернативные записи, миксы и неизданные материалы с 1991 по 1997)
- 2000 — Roaring Lambs[англ.] (Squint Entertainment) Over the Rhine предоставили песню «Goodbye» для этого сборника[15].
- 2002 — The Cutting Room Floor[англ.] (демоверсии, подборки и другие материалы эпохи Films For Radio)
- 2002 — Hidden Treasures: Cincinnati’s Tribute to King Records' Legacy Over the Rhine написали песню «Fever» для этого сборника.
- 2006 — The Message: Psalms Over the Rhine предоставили для этого сборника песню «Flown Free», основанную на псалмах 124 и 129.
- 2007 — Discount Fireworks[англ.] (Back Porch Records; сборник, охватывающий всю карьеру плюс одна неизданная песня)
- 2007 — For The Kids Three Over the Rhine для этого сборника написали оригинальную мелодию под названием «Poopsmith Song».
- 2009 — Notes from the Monastery (Over the Rhine опубликовали кавер «Hard Times (Come Again No More)» и новую версию «Flown Free», которая была только в цифровом формате в качестве бонус-трека)
- 2011 — Paint it Black: An Alt-Country Tribute to the Rolling Stones Over the Rhine выступил с кавер-версией трека Rolling Stones «Waiting On a Friend»

### Специальные выпуски
- 1994 — Serpents and Gloves (видео / документальный релиз только для VHS; IRS Records)
- 2006 — Snow Angels (Акустические зарисовки Карин) (бонус только в цифровом формате)
- 2010 — OTR 2010 Demos (Цифровой подарок из 12 демо, данный фанатам, которые предварительно заказали / профинансировали The Long Surrender «Let’s Make a Record»)

### Сольные альбомы Линфорда Детвейлера
- 1999 — Solo Piano: I Don’t Think There’s No Need to Bring Nothin' (Music for First Kind Sight) (What Reindeer and Grey Ghost Records)
- 2001 — Grey Ghost Stories (Grey Ghost Records)
- 2004 — Unspoken Requests (Grey Ghost Records)

### Альбомы Рика Хордински, соло и под именем Monk
- 1997 — Quiver[англ.]
- 1998 — Hush[англ.]
- 1999 — Blink[англ.]
- 2000 — О (EP)
- 2001 — How Like a Winter (праздничный альбом)
- 2003 — When I Consider How My Light Is Spent (как Рик Хордински)
- 2005 — 12/05 (EP, CDR)
- 2007 — The Silence of Everything Yearned For
- 2009 — Notes from the Monastery (разные произведения, созданные Хординским)

### Комментарии
1. ↑  Политкорректное обозначение из английского варианта Википедии. На самом деле — рождественский альбом.